# Roswell That Ends Well
Roswell That Ends Well (рус.  «Розуэлл, который хорошо кончается») — девятнадцатый эпизод третьего сезона мультсериала «Футурама». Североамериканская премьера этого эпизода состоялась 9 декабря 2001 года.

## Сюжет
21 сентября 3002 года экипаж Межпланетного экспресса наблюдает экстраординарное событие — схлопывание сверхновой. В это время Фрай решает приготовить себе порцию поп-корна в металлической фольге. В результате взаимодействия «синей радиации» микроволновки и «красной радиации» сверхновой корабль выбрасывается в прошлое — на 9 июля 1947 года около города Розуэлл в штате Нью-Мексико. Местные военные принимают разломанное тело Бендера, вылетевшего из окна в результате столкновения корабля со скалой, за НЛО, а доктора Зойдберга — за инопланетянина, прилетевшего на нём (хотя он и есть инопланетянин).
Вернуться домой, в будущее, можно лишь в течение суток, и за это время экипажу нужно выполнить несколько дел: приобрести новую микроволновку (которые в то время ещё не были изобретены), а также вызволить Бендера и Зойдберга. Также оказывается, что дедушка Фрая Инос служил в это время в местной воинской части. Фрай пробирается на базу, используя All Purpose Spray, чтобы вызволить друзей и повидать дедушку. Там же он встречает и свою бабушку — Милдред Фрай. Фрай пытается спасти своего деда от случайной смерти и перевозит его в складной домик в пустыне, уверяя, что там он будет в безопасности. Но этот дом оказался мишенью для испытания ядерного оружия, и вскоре после отбытия Фрая дом был уничтожен вместе с дедом.
Тем временем Лила и профессор нигде не могут найти микроволновую печь, так необходимую им, чтобы вернуться в своё время. Лила предлагает использовать вместо неё военный радар.
Фрай приносит ужасную весть о гибели своего деда, и никто не может понять, отчего же тогда не исчез сам Фрай и его пра-…-пра племянник профессор Фарнсворт?
В отчаянии от гибели своего любимого Милдред Фрай соблазняет оказавшегося поблизости Фрая. Фрай убеждает себя, что она не его бабушка, и проводит с ней ночь. Утром он рассказывает об этом Профессору, но тот доказывает, что никем, кроме бабушки Филиппа Фрая, Милдред не может являться. В конце концов, он приходит к выводу, что Фрай — свой собственный дедушка (хотя возможно она забеременела от Иноса до его смерти), но «раз законам времени на это наплевать, то почему бы им самим на это не наплевать».
Тем временем на базу прибывает президент Трумэн, чтобы удостовериться в наличии НЛО и лично допросить доктора Зойдберга. Экипаж Межпланетного экспресса решает, что больше времени терять им нечего, и прибегают к решительным действиям: они атакуют военную базу, вызволяют Бендера и Зойдберга и крадут радар. Корабль едва успевает вернуться в будущее, но при этом теряется голова Бендера. После возвращения команды в 31 век они возвращаются на бывшее местонахождение Розуэлла и откапывают голову Бендера, пролежавшую 1055 лет в земле.

## Персонажи
Список новых или периодически появляющихся персонажей сериала
1. Дебют: Инос Фрай
2. Дебют: Милдред Фрай
3. Дебют: Гарри Трумэн

## Изобретения будущего
- All Purpose Spray — Универсальный спрей, используемый для маскировки.